# Exposición radiante
En radiometría, la exposición radiante o fluencia es la energía radiante recibida por una superficie por unidad de área, o equivalentemente, la irradiancia de una superficie integrada en el tiempo de irradiación, y la exposición espectral es la exposición radiante por unidad de frecuencia o longitud de onda, dependiendo de si el espectro se toma en función de la frecuencia o de la longitud de onda. La unidad en el Sistema Internacional de la exposición radiante es el julio por metro cuadrado (J/m2), mientras que el de la exposición espectral en frecuencia es el julio por metro cuadrado y por hercio (J⋅m−2⋅Hz−1) y el de exposición espectral en longitud de onda es el julio por metro cuadrado por metro (J/m3)), aunque comúnmente se emplea el julio por metro cuadrado por nanómetro (J⋅m−2⋅nm−1).

## Definiciones matemáticas

### Exposición radiante
La exposición radiante de una superficie, denominada He ("e" de "energético", para evitar la confusión con las magnitudes fotométricas), se define como
{\displaystyle H_{\mathrm {e} }={\frac {\partial Q_{\mathrm {e} }}{\partial A}}=\int _{0}^{T}E_{\mathrm {e} }(t)\,\mathrm {d} t,}
donde
- {\displaystyle {\partial }} es el símbolo de la derivada parcial
- Qe es la energía radiante
- A es el área
- T es la duración de la irradiación
- Ee es la irradiancia.

### Exposición espectral
La exposición espectral en frecuencia de una superficie, denominada He,ν, se define como
{\displaystyle H_{\mathrm {e} ,\nu }={\frac {\partial H_{\mathrm {e} }}{\partial \nu }},}
donde ν es la frecuencia.
La exposición espectral en longitud de onda de una superficie, denominada He,λ, se define como
{\displaystyle H_{\mathrm {e} ,\lambda }={\frac {\partial H_{\mathrm {e} }}{\partial \lambda }},}
donde λ es la longitud de onda.

## Unidades de radiometría del SI
| Magnitud                                                                   | Magnitud | Unidad                                                 | Unidad          | Dimensión | Notas |
| Nombre                                                                     | Símbolo  | Nombre                                                 | Símbolo         | Dimensión | Notas |
| -------------------------------------------------------------------------- | -------- | ------------------------------------------------------ | --------------- | --------- | --- |
| Energía radiante                                                           | Qe       | julio                                                  | J               | M⋅L2⋅T−2  | Energía de la radiación electromagnética. |
| Densidad de energía radiante                                               | we       | julio por metro cúbico                                 | J/m3            | M⋅L−1⋅T−2 | Energía radiante por unidad de volumen. |
| Flujo radiante                                                             | Φe       | vatio                                                  | W = J/s         | M⋅L2⋅T−3  | Energía radiante emitida, reflejada, transmitida o recibida, por unidad de tiempo. A esto a veces también se le llama "potencia radiante", y se llama luminosidad en astronomía. |
| Flujo espectral                                                            | Φe,ν     | vatio por hercio                                       | W/Hz            | M⋅L2⋅T−2  | Flujo radiante por unidad de frecuencia o longitud de onda. Este último se mide comúnmente en W⋅nm−1. |
| Flujo espectral                                                            | Φe,λ     | vatio por metro                                        | W/m             | M⋅L⋅T−3   | Flujo radiante por unidad de frecuencia o longitud de onda. Este último se mide comúnmente en W⋅nm−1. |
| Intensidad radiante                                                        | Ie,Ω     | vatio por estereorradián                               | W/sr            | M⋅L2⋅T−3  | Flujo radiante emitido, reflejado, transmitido o recibido, por unidad de ángulo sólido. Es una cantidad "direccional". |
| Intensidad espectral                                                       | Ie,Ω,ν   | vatio por estereorradián por hercio                    | W⋅sr−1⋅Hz−1     | M⋅L2⋅T−2  | Intensidad radiante por unidad de frecuencia o longitud de onda. Este último se mide comúnmente en W⋅sr−1⋅nm−1. Es una magnitud direccional. |
| Intensidad espectral                                                       | Ie,Ω,λ   | vatio por estereorradián por metro                     | W⋅sr−1⋅m−1      | M⋅L⋅T−3   | Intensidad radiante por unidad de frecuencia o longitud de onda. Este último se mide comúnmente en W⋅sr−1⋅nm−1. Es una magnitud direccional. |
| Radiancia                                                                  | Le,Ω     | vatio por estereorradián por metro cuadrado            | W⋅sr−1⋅m−2      | M⋅T−3     | Flujo radiante emitido, reflejado, transmitido o recibido por una superficie, por unidad de ángulo sólido por unidad de área proyectada. Es una cantidad "direccional", a la que a veces también se le llama confusamente "intensidad". |
| Radiancia espectral Intensidad específica                                  | Le,Ω,ν   | vatio por estereorradián por metro cuadrado por hercio | W⋅sr−1⋅m−2⋅Hz−1 | M⋅T−2     | Resplandor de una superficie por unidad de frecuencia o longitud de onda. Este último se mide comúnmente en W⋅sr−1⋅m−2⋅nm−1. Es una cantidad "direccional", a la que a veces también se le llama confusamente "intensidad espectral". |
| Radiancia espectral Intensidad específica                                  | Le,Ω,λ   | vatio por estereorradián por metro cuadrado, por metro | W⋅sr−1⋅m−3      | M⋅L−1⋅T−3 | Resplandor de una superficie por unidad de frecuencia o longitud de onda. Este último se mide comúnmente en W⋅sr−1⋅m−2⋅nm−1. Es una cantidad "direccional", a la que a veces también se le llama confusamente "intensidad espectral". |
| Irradiancia Densidad de flujo                                              | Ee       | vatio por metro cuadrado                               | W/m2            | M⋅T−3     | Flujo radiante recibido por una superficie por unidad de área. A esto a veces también se le llama confusamente "intensidad". |
| Irradiancia espectral Densidad de flujo espectral                          | Ee,ν     | vatio por metro cuadrado por hercio                    | W⋅m−2⋅Hz−1      | M⋅T−2     | Irradiancia de una superficie por unidad de frecuencia o longitud de onda. A esto a veces también se le llama confusamente "intensidad espectral". Las unidades de densidad de flujo espectral que no pertenecen al SI incluyen jansky (unidad) ((1 Jy = 10−26 W⋅m−2⋅Hz− 1)) y unidad de flujo solar ((1 sfu = 10−22 W⋅m−2⋅Hz−1 = 104 Jy)). |
| Irradiancia espectral Densidad de flujo espectral                          | Ee,λ     | vatio por metro cuadrado, por metro                    | W/m3            | M⋅L−1⋅T−3 | Irradiancia de una superficie por unidad de frecuencia o longitud de onda. A esto a veces también se le llama confusamente "intensidad espectral". Las unidades de densidad de flujo espectral que no pertenecen al SI incluyen jansky (unidad) ((1 Jy = 10−26 W⋅m−2⋅Hz− 1)) y unidad de flujo solar ((1 sfu = 10−22 W⋅m−2⋅Hz−1 = 104 Jy)). |
| Radiosidad                                                                 | Je       | vatio por metro cuadrado                               | W/m2            | M⋅T−3     | Flujo radiante que sale (emitido, reflejado y transmitido por) una superficie por unidad de área. A esto a veces también se le llama confusamente "intensidad". |
| Radiosidad espectral                                                       | Je,ν     | vatio por metro cuadrado por hercio                    | W⋅m−2⋅Hz−1      | M⋅T−2     | Radiosidad de una superficie por unidad de frecuencia o longitud de onda. Este último se mide comúnmente en W⋅m−2⋅nm−1. A esto a veces también se le llama confusamente "intensidad espectral". |
| Radiosidad espectral                                                       | Je,λ     | vatio por metro cuadrado, por metro                    | W/m3            | M⋅L−1⋅T−3 | Radiosidad de una superficie por unidad de frecuencia o longitud de onda. Este último se mide comúnmente en W⋅m−2⋅nm−1. A esto a veces también se le llama confusamente "intensidad espectral". |
| Salida radiante                                                            | Me       | vatio por metro cuadrado                               | W/m2            | M⋅T−3     | Flujo radiante emitido por una superficie por unidad de área. Este es el componente emitido de la radiosidad. "Emitancia radiante" es un término antiguo para esta cantidad. A esto a veces también se le llama confusamente "intensidad".                                                                                                  |
| Salida espectral                                                           | Me,ν     | vatio por metro cuadrado por hercio                    | W⋅m−2⋅Hz−1      | M⋅T−2     | Exitancia radiante de una superficie por unidad de frecuencia o longitud de onda. Este último se mide comúnmente en W⋅m−2⋅nm−1. "Emitancia espectral" es un término antiguo para esta cantidad. A esto a veces también se le llama confusamente "intensidad espectral".                                                                     |
| Salida espectral                                                           | Me,λ     | vatio por metro cuadrado, por metro                    | W/m3            | M⋅L−1⋅T−3 | Exitancia radiante de una superficie por unidad de frecuencia o longitud de onda. Este último se mide comúnmente en W⋅m−2⋅nm−1. "Emitancia espectral" es un término antiguo para esta cantidad. A esto a veces también se le llama confusamente "intensidad espectral".                                                                     |
| Exposición radiante                                                        | He       | julio por metro cuadrado                               | J/m2            | M⋅T−2     | Energía radiante recibida por una superficie por unidad de área, o equivalentemente irradiancia de una superficie integrada a lo largo del tiempo de irradiación. A esto a veces también se le llama "fluencia radiante". |
| Exposición espectral                                                       | He,ν     | julio por metro cuadrado por hercio                    | J⋅m−2⋅Hz−1      | M⋅T−1     | Exposición radiante de una superficie por unidad de frecuencia o longitud de onda. Este último se mide comúnmente en J⋅m−2⋅nm−1. A esto a veces también se le llama "fluencia espectral". |
| Exposición espectral                                                       | He,λ     | julio por metro cuadrado, por metro                    | J/m3            | M⋅L−1⋅T−2 | Exposición radiante de una superficie por unidad de frecuencia o longitud de onda. Este último se mide comúnmente en J⋅m−2⋅nm−1. A esto a veces también se le llama "fluencia espectral". |
| Véase también: Sistema Internacional de Unidades, Radiometría y Fotometría |          |                                                        |                 |           | |